# Cabdet
Cabdet (en castellà i oficialment Caudete) és un municipi de la província d'Albacete (Castella-la Manxa).
Antigament va pertànyer al Regne de València i actualment encara conserva tradicions típicament valencianes i influències del valencià (llengua d'ús habitual fins al segle xix) en la parla popular. Gaudeix dels títols de Molt Noble, Molt Lleial, Fidelíssima i Reial Vila, aquest últim atorgat durant la seua pertinença al Regne de València.

## Topònim
El topònim Cabdet deriva de l'àrab القبدغ (al-qabdag), que al seu torn prové del mossàrab cap d'aq i del llatí caput aquae ('cap o font d'aigua'), per la seua situació en el cap de la conca hidrogràfica del Vinalopó. O simplement Cap, com a sinònim de Turó (en castellà "Cabezo"). Tradicionalment, s'ha derivat de Capdetum com a contracció de Caput Deitanorum, 'capital dels deitans', tribu ibera que va habitar l'àrea de Cabdet.
Observació: La més gran part dels seus habitants ni tan sols coneixen que el topònim oficial normatiu català Cabdet correspon a Caudete. Una altra variant més antiga és Capdet, i més popular Caudet, com és anomenat en poblacions pròximes de parla valenciana, així a La Font de la Figuera, Biar, Beneixama, etc.

## Geografia
El municipi de Cabdet és a mig camí entre Castella-la Manxa i les costes alacantines, combinant la muntanya i la plana. La seua comarca natural és l'Alt Vinalopó. El centre de la vila està a 557 msnm, en terreny pla però alguns barris antics són en costera fins a Santa Anna i Los Caransos. La cota màxima del municipi abasta els 1.150 metres en la serra de Santa Bàrbara (també coneguda com a serra d'Oliva). Aquesta serra ha estat malmesa a causa de les indústries (eòliques abusives, extraccions de materials: terrers, pedreres, etc.), malgrat que gaudia de protecció ecològica i del paisatge.

### Municipis limítrofs
El seu terme municipal és fronterer entre el País Valencià i la regió de Múrcia. Els municipis amb els quals limita són:
|       | Almansa       |         |
| Iecla |               | Villena |
|       | Iecla Villena |         |

### Natura
Cabdet pot ser classificat com de clima mediterrani d'interior, una temperatura mitjana anual de 14 graus i un règim de pluja escassa, amb pics a la primavera i la tardor.
La vegetació típica és de muntanya mediterrània: pi, alzina, i matoll de muntanya baixa.
Quant a la fauna, hi ha rèptils com la sargantana, el fardatxo ocel·lat i el dragó comú, aus com el falcó, la puput, el mussol, la perdiu i el teuladí i migratòries com el ballester i el cul-blanc, mamífers com el liró, la rata penada, la rabosa, el teixó, el conill i el porc senglar.

## Història

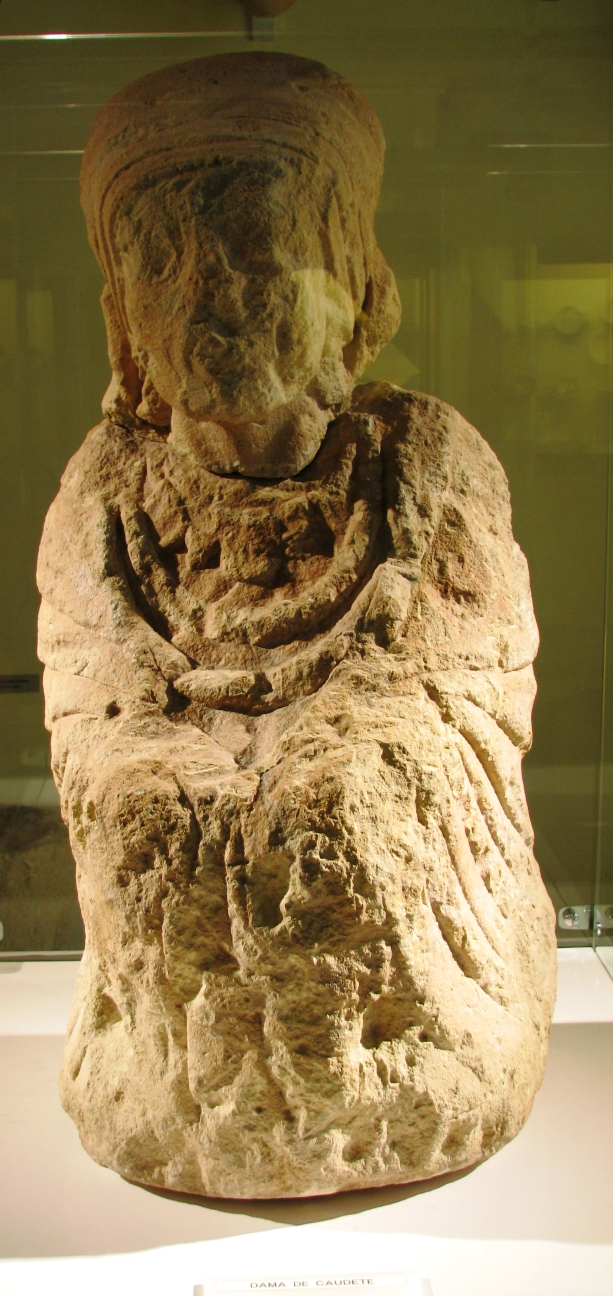
Dama ibèrica de Cabdet,

### Antiguitat
Existeixen jaciments arqueològics de l'època neolítica (gran recipient de ceràmica cardial o montserratina, en forma d'olla a la què li manca un fragment, peça principal del Museu Arqueològic d'Albacete, així manifestat pel qui havia estat director i conservador del susdit Museu, eminent Sr. Samuel de los Santos, atuells, utensilis... i d'època ibèrica la Dama de Cabdet el seu rostre dissortadament molt desfigurat, cap de toro, una destacable Cèrvola de Cabdet, deixant funerari, etc.), que es troben repartits als museus d'Albacete i Villena. L'any 1992, en el que és el Barri del Reial, es va trobar un poblat iber, proper al castell. Aquest poblat iber és el veritable antecedent del Cabdet actual, però la dolenta actuació de l'Ajuntament d'aquella època no va permetre de treure a la llum el poblat i mantenir-lo. Ara, al mateix lloc, s'hi aixequen uns carrers amb cases adossades. Més tard va ser un poblat romà i àrab.

### Edat mitjana
Durant el domini musulmà, Cabdet estava formada per sis nuclis de població separats, entre si coneguts posteriorment com a Capdet o Als Capdets. El poblat més important era aquell que se situava al que avui dia és el Barri de la Vila, on residien les persones destacades de l'època, i on es trobava la mesquita major i el castell. Fora muralles de la vila, s'aixecava un altre poblat al tossal de Santa Anna (es diu d'aquest poblat avui dia ocupat per l'ermita de Santa Anna, que va ser a l'època musulmana una mesquita de barri envoltada per muralles). Un tercer poblat se situava en el que es coneix com la "Rambla del Moto". Es pot considerar que els poblats de Santa Anna i del Moto eren els ravals de la vila. I ja més allunyats d'aquests tres nuclis, es trobava un poblat situat en la serra d'Oliva, un altre a la serra Làcera (conegut com a Almizra) i un sisè i últim poblat localitzat en les proximitats de l'actual santuari de la Mare de Déu de Gràcia, conegut com a Bogarra, i aquestes tres poblacions eren les últimes alqueries de la vila.
Políticament, després de la separació del Califat de Còrdova, Cabdet va passar al Regne taifa de Dénia, després al de València i finalment al de Múrcia.
Les tropes almogàvers del comanador d'Alcanyís van prendre els Capdets per a Jaume el Conqueridor l'any 1240 en resposta a la conquesta de Xàtiva per l'infant Alfons de Castella, futur Alfons X el Savi. Posteriorment, pel tractat d'Almizra, Cabdet va passar a Castella i era senyor de la vila Sancho Sánchez de Mazuelo. A partir de l'any 1304 i després de la sentència arbitral de Torrelles i el tractat d'Elx, Cabdet va passar a formar part del Regne de València, en què posteriorment es va nomenar Vila Reial amb dret de vot a les Corts valencianes de l'època, augmentant la seua importància política, econòmica i militar. Una vegada dintre d'aquest regne, el poble va estar governat per la família Lisón, entre els quals destaquen Ato de Lisón i García Jofré de Lisón, des del 1305 fins al 1422, any en què la vila és cedida als senyors de la Governació dellà Xúquer, la capital dels quals era Xàtiva. El 1429, amb la Guerra dels Dos Peres, la població és ocupada pels castellans i el 1436 és retornada al Regne de València, passant llavors a ser possessió dels senyors d'Ontinyent, els quals es van comprometre a defensar la situació fronterera de la vila. El 1440, el rei Alfons el Magnànim d'Aragó va incorporar Cabdet al patrimoni reial amb prohibició d'alienació, separant-se de la protecció dels senyors d'Ontinyent.
Aquesta localitat va protagonitzar, juntament amb Villena, un dels litigis territorials més llargs de la història dels regnes ibèrics, entre les corones d'Aragó i Castella. Així, Cabdet era un enclavament del Regne de València en territori castellà de Villena (el terme cabdetà era conegut com a Insula Valentina in Castellae Regione) i ambdues viles es disputaven la vall dels Alforins. Aquesta vall va ser adquirida per Cabdet l'any 1355 per aconseguir una continuïtat territorial amb el Regne de València mitjançant els termes de La Font de la Figuera, Biar i Ontinyent. Però Villena mai no va reconèixer la jurisdicció administrativa cabdetana, i va mantenir un complex i llarg litigi judicial, sense tot just èxit. Cabdet el va recórrer, però no s'hi va dictar sentència.

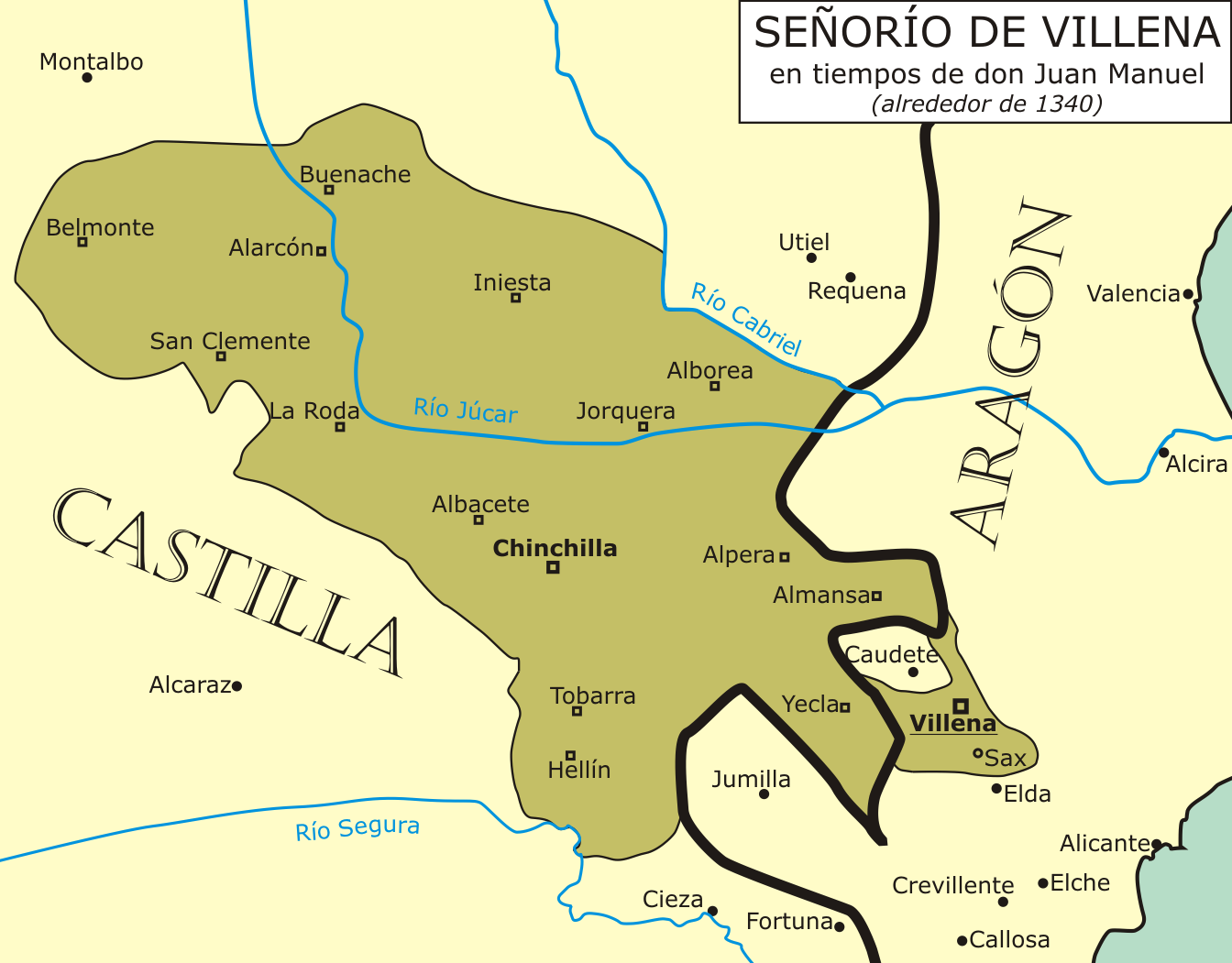
Extensió del senyoriu castellà de Villena, on es pot observar l'enclavament de Cabdet, pertanyent al Regne de València

L'any 1356, va esclatar entre els regnes d'Aragó i Castella la Guerra dels Dos Peres, conflicte que va enfrontar el rei Pere el Cerimoniós d'Aragó amb Pere I el Cruel del Regne de Castella. Aquesta guerra va esclatar arran de l'enfrontament entre Pere de Castella i el seu germanastre Enric de Trastàmara, el qual aspirava al tron castellà. Aquesta guerra també va estar vinculada a la Guerra dels Cents Anys, ja que el Regne d'Anglaterra va donar suport a la Corona d'Aragó i a Enric de Trastàmara i el Regne de França va donar suport a Castella. Però la veritable raó per la qual Aragó va entrar en la guerra entre Pere de Castella i Enric de Trastàmara van ser els límits d'ambdós regnes. Més concretament, van ser els límits marcats pel Regne de Múrcia, el qual Aragó pretenia per a ell. D'aquesta manera, les batalles més nombroses es van donar en les zones frontereres d'ambdós regnes, i fou Cabdet una de les poblacions que més va patir els efectes de la guerra, arribant a estar un temps ocupada pels castellans. Finalment, l'any 1369, Enric de Trastàmara va assolir victòria sobre Pere el Cruel i va ser coronat com a Enric II de Castella. Per aquesta raó, Castella va reconstruir tota la zona afectada per la guerra tant al seu regne com al d'Aragó, en senyal d'agraïment al monarca català pel seu suport durant el conflicte, i fou el castell de Cabdet una d'aquestes reconstruccions portades a terme pel primer rei de la dinastia dels Trastàmara.

### Edat moderna
Durant el Renaixement, com a part integrant de la Governació del Xúquer, Cabdet va estar vinculada als ducs de Gandia, la família Borja.

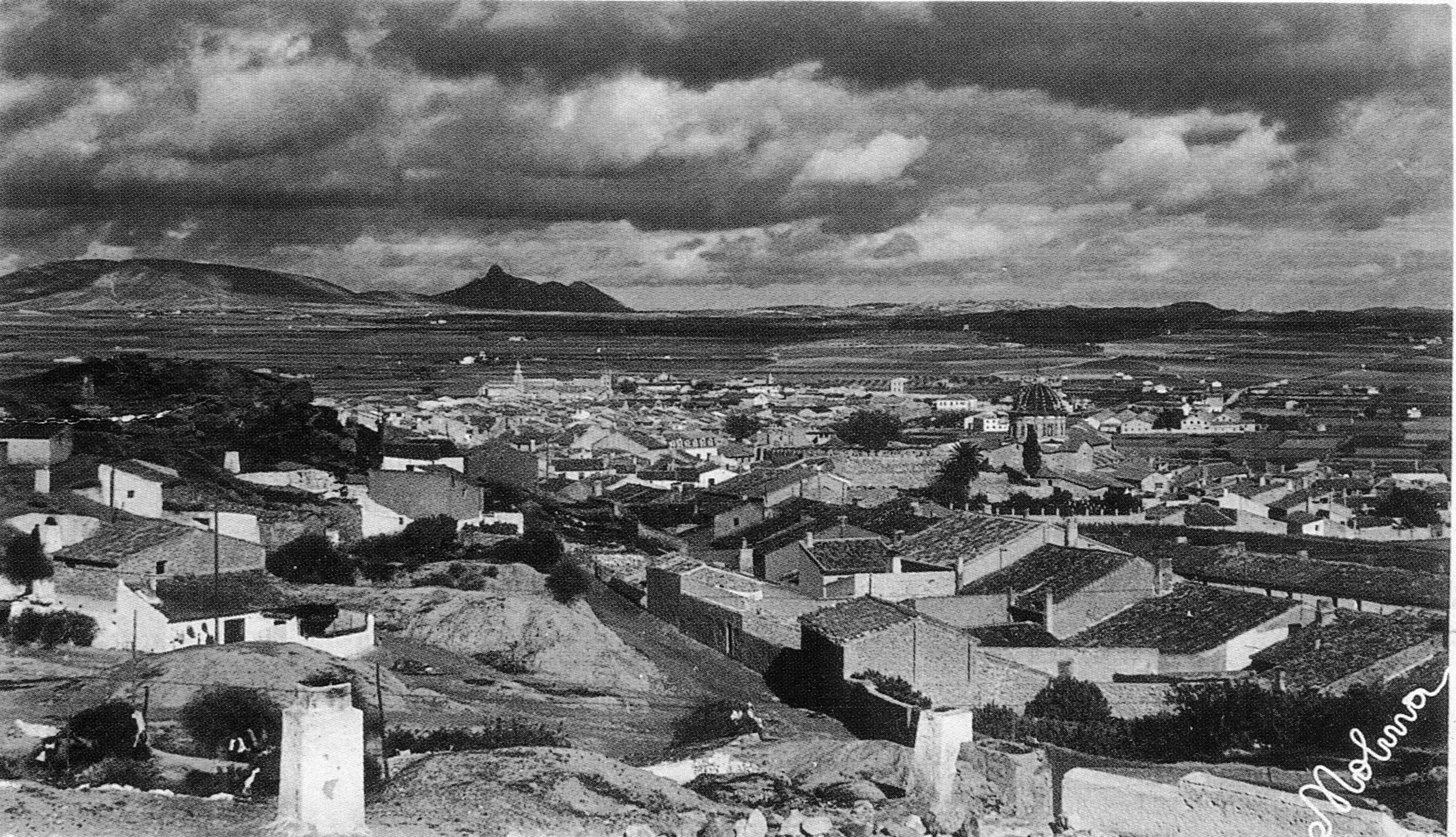
Vista parcial de Cabdet l'any 1940

El 1707, però, després de la Guerra de la Successió, Felip V va declarar Cabdet com a rebel, basant-se en acusacions de Villena, que sempre ha estat més poderosa i important, així com partidària absoluta d'aquell rei Borbó, i passà a ser terme municipal villener.

### Edat contemporània
El 1833 amb la creació de la província d'Albacete la vila fou inclosa en aquesta província, tot i que l'any 1861, una comissió de cabdetans il·lustres encapçalats per l'alcalde van demanar passar a la província d'Alacant sense aconseguir-ho.

## Llengua

Fins al mitjans del Cabdet era valencianoparlant, i el valencià representa un substrat i adstrat important del seu dialecte del castellà.

Fins al segle xviii al municipi es parlava el valencià farcit d'aragonesismes, i des d'aquell segle patí un procés de substitució lingüística pel castellà similar al de la comarca del Baix Segura. Hui dia el seu parlar castellà, amb una pronúncia molt relaxada, encara manté nombroses paraules valencianes, la majoria de les quals es troben en retrocés irreversible.

## Economia
Els cultius tradicionals, vinya, olivera, ametler, horta molt variada, han perdut gran part de llur importància en favor de les explotacions extensives de produccions d'enciams i altres hortalisses. La indústria, que havia augmentat la seua importància des de la dècada del 1990, estava fins fa poc dedicada principalment a la construcció. Altres activitats són les indústries del vidre, els adobats de cuir, el cautxú, el tèxtil, la metal·lúrgia. També hi ha empreses dedicades al transport de mercaderies.

## Demografia
Per la seua situació, ha tingut una evolució demogràfica amb fases alternes de creixement i estabilitat, sense patir les habituals sagnies migratòries de les dècades del 1960 i 1970. Així, entre 1930 i 1981, la població es va mantenir entorn els 7.500 habitants, amb variacions inferiors al 5%. Des del 1998 fins al 2008, la població del municipi va créixer un 15%. L'estrangera, que el 2004 ascendia al 5% de la població total de Cabdet, constitueix una proporció important d'aquests nous residents.
Actualment, és la sisena població més gran en nombre d'habitants de la província, amb prop de 10.000 cabdetans, per darrere d'Albacete, Hellín, Villarrobledo, Almansa, i La Roda.
| 1900  | 1910  | 1920  | 1930  | 1940  | 1950  | 1960  | 1970  | 1981  | 1991  | 1996  | 2001  | 2005  | 2006  | 2007   | 2009   |
| ----- | ----- | ----- | ----- | ----- | ----- | ----- | ----- | ----- | ----- | ----- | ----- | ----- | ----- | ------ | ------ |
| 5.913 | 6.807 | 6.917 | 7.552 | 7.442 | 7.862 | 7.544 | 7.322 | 7.570 | 8.157 | 8.765 | 9.069 | 9.553 | 9.744 | 10.003 | 10.330 |

## Monuments

### Monuments religiosos

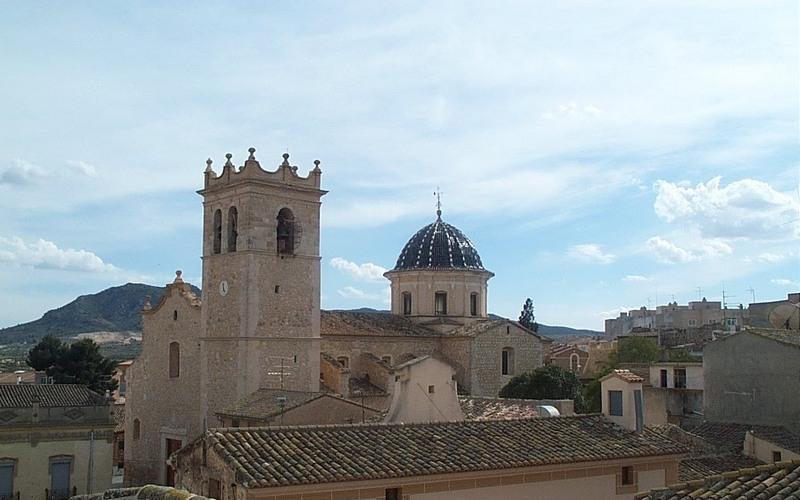
Església de Santa Caterina

- Església de Santa Caterina, el seu origen data del segle xiv, si bé la imponent torrassa de planta quadrada data de finals del segle xv. Aquesta església és el monument més característic de Cabdet. S'hi pot observar una superposició dels estils gòtic i renaixentista, sense oblidar que part del seu emplaçament correspon al de l'antiga mesquita major de la Vila. El traçat arquitectònic principal consta d'una façana i una robusta torrassa campanar força desfigurades per les últimes modificacions que hi ha hagudes. El susdit campanar té un conjunt de cinc campanes de bronze, tres d'aquestes del segle xviii. La planta de creu llatina queda poc manifesta a l'interior de l'edifici, amb la seua nau central esvelta i amb les laterals dividides en seccions. La mitja taronja blava de la cúpula és a sobre del creuer, en realitat solament evocat (molt característic de les esglésies valencianes), car és exempt de transsepte. Observem que la cúpula de Santa Caterina s'assembla en gran manera a la del monestir de la Santa Faç d'Alacant i fins i tot a la de l'església de Torreblanca en la província de Castelló. Les voltes, nervacions i cor daten entre 1556 i 1562, mentre que la capella de la Comunió i la sagristia serien del 1752. Si hem de donar un valor a aquest gran edifici, en la situació que ha quedat després les maldestres modificacions que ha patit i la desídia en què es manté, salvaríem només les seves proporcions molt harmonioses.[8]

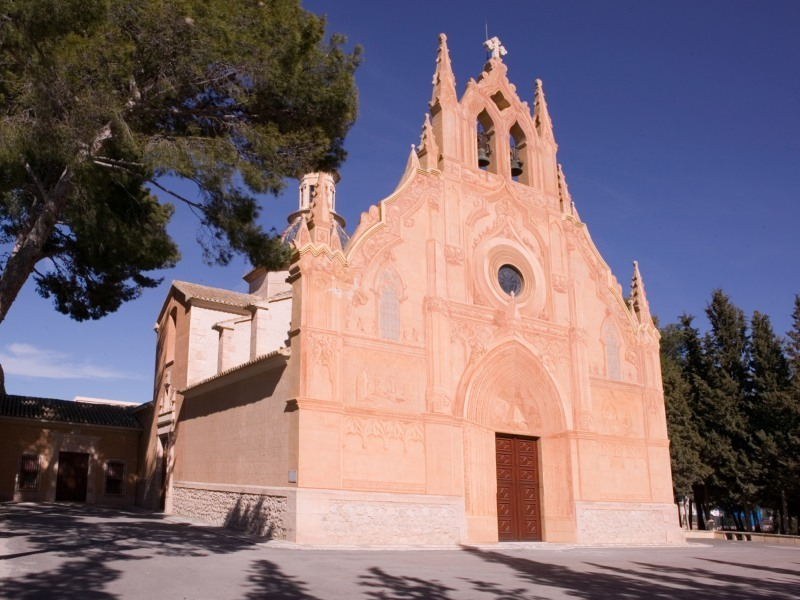
Santuari de la Mare de Déu de Gràcia

- Santuari de la Mare de Déu de Gràcia. Església privilegiada amb incorporació a la basílica de Santa Maria la Major de Roma. Es troba als afores de la vila, sobre el que en època visigoda va ser un monestir benedictí. L'origen de l'actual construcció data del segle xv, encara que l'ampliació més gran del santuari va correspondre al segle xviii, el 1741. El seu estil arquitectònic imita el grecoromà, però la seua actual planta rematada per una cúpula de llanterna barroca fa que ressalten encara més les seves grans dimensions. La façana principal de l'edifici, modernista, presenta decoracions simulant esgrafiats, realitzades pel pintor Espí el 1907, amb motiu del XIII Centenari de l'Arribada de la Mare de Déu de Gràcia a Cabdet i la seua coronació canònica. Una restauració posterior de la dècada dels 90 hi va resultar maldestra. Hi ha un parell d'escenes de la història de la Verge de Gràcia i Sant Blai, patrons de Cabdet. A l'interior, s'hi troba un bell retaule a l'altar major, amb pintures a l'oli de Rodríguez San Clemente, que substitueix un de més antic barroc, cremat durant la Guerra Civil i sis quadres de Pérezgil, del 1960. És de destacar el cambril de la Verge, revestit amb "manises" valencians de L'Alcora, del segle xviii. El santuari conserva campanes de qualitat, en particular una de gòtica, de finals segle xiv, inventariada per l'eminent campanòleg Dr. Francesc Llop, i una pintura també gòtica en taula: "Sant Martí compartint la seua capa amb el captaire". Altra pintura valuosa és una Sagrada Família en la seua fugida cap a Egipte. Hi ha un museu dit de Mantells, alguns de molt antics en estat deplorable, entre els quals un del segle xvii, i alberga en les seues vitrines un important patrimoni artístic. És insensat que unes bases conservades de pilars de forn romà hagin donat creença al conegut com a l'estrany miracle dels formatges ("el milagro de los quesos"), metamorfosats en pedra. També hom pot contemplar, sota el cambril, el buit en soterrani on, segons la tradició, van ser trobades les antigues imatges de la Mare de Déu de Gràcia i de Sant Blai el 1414, destruïdes l'any 1936. El santuari obre tots els dies de l'any, excepte durant les Festes de Setembre.
- Església de Sant Francesc d'Assís, també inaugurada el 1910; la torre campanar, sobre la porta principal, és rematada amb un curiós bulb enrajolat de ceràmica blanca i blava, d'estil neobizantí (modernista). També les sepultures del Sr. Francisco Albalat, comte de San Carlos (que va encarregar i proveir els honoraris de l'obra) i de la seua esposa, Mme. Hélène de Saint-Aymour, baronessa de Caix. Això no obstant, dels monumentals sepulcres-cenotafis en van fer fora les làpides en què figuraven el nom i referents d'ambdós difunts. Ornen el temple una sèrie destacable de pintures del Sr.Torres Cotarelo, amb escenes de la vida de Sant Francesc.
- Convent dels Pares Carmelites: el convent de Sant Josep es va fundar el 1586 i alberga un bell claustre del segle xvii, amb columnes toscanes de carreus.[9] Annexa al convent es troba l'església del Carme, reconstruïda parcialment al segle xx sobre la planta del segle xvii. Al seu interior, hi ha pintures al fresc del Sr. Remigio Soler, entre les quals cal fer menció especial de la del profeta Elies, la primera cronològicament, de l'any 1950.[9]
- Església de Santa Anna: a la part alta del nucli urbà, és l'església més antiga de Cabdet. A dalt de la seua façana, hi ha una bella estàtua del Sagrat Cor, de l'escultor cabdetà Miguel Bañón autor ell mateix de l'actual imatge de la Mare de Déu de Gràcia
- Ermita de San Antón: La seua existència està testimoniada des del 1597, encara que la configuració actual és posterior.[10]

### Monuments civils

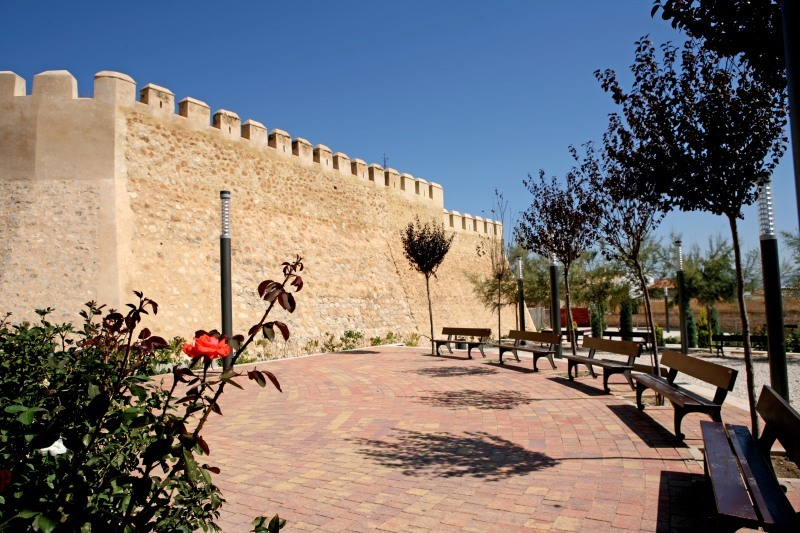
Façana i jardí del castell de Cabdet

- Plaça de Bous Les Arenes de Cabdet, plaça de bous inaugurada el 1910, d'estil neomudèjar, amb fama de ser una de les més belles d'Espanya. Va ser destruïda parcialment durant la Guerra Civil i restaurada de manera incompleta, però utilitzable per a usos diversos l'any 1986.
- Castell àrab de Cabdet. Antiga fortalesa d'origen andalusí alçada sobre un menut tossal en el centre de l'actual població. La fortalesa original es va a alçar al segle xii en l'extrem nord-oest del que avui dia és el Barri de la Vila, en el temps que van arribar els almoràvits a Al-Àndalus, els quals van ordenar la construcció d'aquesta fortalesa, coneguda durant tota l'edat mitjana com "lo castell de Capdet". La primitiva fortalesa va ser destruïda en gran part en el segle xiv durant la Guerra dels Dos Peres i va ser reconstruïda al segle xv pels castellans. Aquesta nova construcció havia perdut les originals formes andaluses del castell, així com va veure reduïda la seua grandària original. El castell cada vegada tenia menor importància en la vida política cabdetana, fins que al segle xvii es va veure completament abandonat. Després, va ser utilitzat com a cementeri i posteriorment com a hort. Actualment, s'hi han produït desafortunades modificacions: dues de les muralles, i les restes que hi havia de la torrassa són desaparegudes.
- Sala de la Vila: construïda entre 1759 i 1764, va servir com a sala capitular fins a principis del segle xx,[9] funció que ha recuperat en les últimes dècades.[11] El vestíbul, obert mitjançant arcs, comunica una cruïlla de carrers amb la plaça de l'Església i constitueix la Llotja (en cast., la Lonja). Presenta estat desidiós, tot i haver-hi un gran retaule ceràmic de la Mare de Déu dels Desemparats i constituir actualment un edifici de l'alcaldia, com queda expressat més a dalt. Està situat en l'emplaçament d'una de les portes de la vila medieval.[9] A la façana meridional, destaquen l'escut de Cabdet, ricament ornamentat en estil rococó i un rellotge de sol que en corona la cornisa.[12]
- Casa Consistorial: va ser sala d'audiències des del 1745 i posteriorment també sala capitular.[9] A la planta baixa, se situava el magatzem de gra, celler i pes de la farina. L'estructura actual data del 1912 i la façana del 1956.[9]
- Restes de la Via Augusta: La Via Augusta, que comunicava Roma amb Cadis, travessava el terme de Cabdet en direcció NE-O, dirigint-se de Xàtiva cap a Montealegre del Castillo i part del seu traçat és encara recognoscible.[13]

### Museus
- Museu de l'aquarel·la Rafael Requena: està dedicat a l'obra de Rafael Requena,[9] en conté algunes de les millors obres[14] i celebra cada any el "Certamen nacional de Acuarela Villa de Caudete Rafael Requena".
- Centre d'Interpretació del Patrimoni Cultural de Cabdet: té com a missió informar sobre les característiques geogràfiques, històriques i culturals de Cabdet. Disposa d'un centre de recepció de visitants, una aula d'història, una col·lecció documental i arqueològica amb peces procedents dels diversos jaciments del seu terme municipal, compresos entre el Neolític i l'edat contemporània. A l'exposició, destaca el fragment d'un «pilar deixant» d'origen iber i la reproducció a escala d'una casa ibera.[15]

## Política i govern

### Composició de la Corporació Municipal
El Ple de l'Ajuntament està format per 17 regidors. En les eleccions municipals de 26 de maig de 2019 foren elegits 8 regidors del Partit Popular (PP), 5 del Partit Socialista Obrer Espanyol (PSOE), 2 d'Unidas por Caudete-Esquerra Unida-Equo (UxC), 1 de Ciutadans - Partit de la Ciutadania (Cs) i 1 de Centristas por Caudete-Coalición de Centro Democrático (CCD).
| Eleccions municipals de 26 de maig de 2019 - Cabdet                                                                       |                                        |                                     |                                     |        |          |          |
| Candidatura | Candidatura                            | Candidatura                         | Cap de llista                       | Vots   | Vots     | Regidors |
| | Partit Popular                         |                                     | Moisés López Martínez               | 2.336  | 43,73%   | 8 (+1)   |
| | Partit Socialista Obrer Espanyol       |                                     | Antonio Sánchez Requena             | 1.619  | 30,31%   | 5 ()     |
| | Unidas por Caudete-Esquerra Unida-Equo |                                     | Santiago Aguilar Bañón              | 611    | 11,44%   | 2 (-1)   |
| | Ciutadans - Partit de la Ciutadania    |                                     | José Vicente Alagarda Saez          | 447    | 8,37%    | 1 ()     |
| | Centristas por Caudete                 |                                     | María José Serrano Escandell        | 276    | 5,17%    | 1 ()     |
| | Vots en blanc                          |                                     |                                     | 53     | 0,99%    |          |
| Total vots vàlids i regidors                                                                                              | Total vots vàlids i regidors           | Total vots vàlids i regidors        | Total vots vàlids i regidors        | 5.342  | 100 %    | 17       |
| | Vots nuls                              | Vots nuls                           | Vots nuls                           | 115    | 2,11%    |          |
| Participació (vots vàlids més nuls)                                                                                       | Participació (vots vàlids més nuls)    | Participació (vots vàlids més nuls) | Participació (vots vàlids més nuls) | 5.457  | 73,70%** |          |
| Abstenció | Abstenció                              | Abstenció                           | Abstenció                           | 1.947* | 26,30%** |          |
| Total cens electoral | Total cens electoral                   | Total cens electoral                | Total cens electoral                | 7.404* | 100 %**  |          |
| Alcalde: Moisés López Martínez (PP) (15/06/2019) Per majoria absoluta dels vots dels regidors (9 vots: 8 de PP i 1 de Cs) |                                        |                                     |                                     |        |          |          |
| Fonts: JEC, JEZ Almansa, Periòdic Ara. (* No són vots sinó electors. ** Percentatge respecte del cens electoral.)         |                                        |                                     |                                     |        |          |          |

### Alcaldia
Des de 2019 l'alcalde de Cabdet és Moisés López Martínez, del Partit Popular (PP).
| Període                           | Alcalde o alcaldessa                                | Partit polític | Data de possessió     | Observacions         |
| --------------------------------- | --------------------------------------------------- | -------------- | --------------------- | -------------------- |
| 1979–1983                         | Vicente Lillo López                                 | UCD            | 19/04/1979            | --                   |
| 1983–1987                         | Vicente Lillo López                                 | GI             | 28/05/1983            | --                   |
| 1987–1991                         | Vicente Lillo López                                 | GI             | 30/06/1987            | --                   |
| 1991–1995                         | Vicente Sanchez Mira Vicente Lillo López            | PSOE GI        | 15/06/1991 1994       | Moció de censura --  |
| 1995–1999                         | Elisa Pagán Morant                                  | PP             | 17/06/1995            | --                   |
| 1999–2003                         | Vicente Sanchez Mira                                | PSOE           | 03/07/1999            | --                   |
| 2003–2007                         | Vicente Sanchez Mira                                | PSOE           | 14/06/2003            | --                   |
| 2007–2011                         | Vicente Sanchez Mira                                | PSOE           | 16/06/2007            | --                   |
| 2011–2015                         | José Miguel Mollá Nieto                             | PP             | 11/06/2011            | --                   |
| 2015–2019                         | José Miguel Mollá Nieto María del Mar Requena Mollá | PP             | 13/06/2015 19/06/2017 | Dimissió/renúncia -- |
| 2019-2023                         | Moisés López Martínez                               | PP             | 15/06/2019            | --                   |
| Des de 2023                       | n/d                                                 | n/d            | 17/06/2023            | --                   |
| Fonts: Sistema d'Informació Local |                                                     |                |                       |                      |

## Cultura
En la pintura, han deixat obres reconegudes els Srs. Rafael Requena, Pedro Torres Cotarelo i José Pérez Gil, dit "Pérezgil". Cada any es convoca un certamen estatal d'aquarel·la.
En l'escultura el Sr. Miguel Bañón Díaz.
En la música, entre d'altres, els Srs. Francisco i Benjamín Serrano, Luis Gil, Juan Ángel Amorós, Antonio Gilabert (directors i compositors).
Actualment, es manté la tradició de bandes de música de qualitat.
Cal fer menció especial del molt alt nivell aconseguit pels components de la Societat "Unión Musical Santa Cecilia", (que té seccions diverses). Havia estat dirigida darrerament pel Sr. Jorge Colom, en l'actualitat se'n fa càrrec el Sr. Antonio Lajara.
Mereixen reconeixement "l'Asociación Amigos de la Música" i "l'Asociación Musical Virgen de Gracia", així com algunes agrupacions corals.
A l'estiu, mes de juliol o principis d'agost s'ha creat un singular Festival d'Arpa (Arnova), amb participació d'intèrprets internacionals i cursos per a arpistes nous. Un concert final per a arpa se celebra a l'església de Santa Anna.
També durant l'estiu se celebra un altre prestigiós esdeveniment musical, el Numskull Brass Festival, internacional igualment i dedicat a instruments de metall (coures).
En les lletres, el pare Elías Bañón (erudit), conegut com a "Padre Luquicas". En la història, el Sr. Jesús Sánchez, també Mestre d'escola.

## Festes i tradicions

### Moros i Cristians
Les festes majors del municipi són del 6 al 10 de setembre, d'origen molt antic. Actualment festes dels Moros i Cristians. Fins no fa gaires anys eren conegudes com "les Festes de Setembre" i de caràcter essencialment religiós, perquè celebrades en honor de la Mare de Déu de Gràcia, patrona de la Vila, es caracteritzaven per la seua gran solemnitat i respecte. Actualment s'hi han incorporat actes a la manera d'altres poblacions que han adoptat aquest tipus de festa i certs comportaments que les hi fan perdre el prestigi del què havien gaudit.
Les festes de Moros i Cristians de Cabdet són de les més antigues d'Espanya, tenint el seu origen en l'any 1588 amb les primeres representacions de la història de l'aparició de la Mare de Déu de Gràcia després del domini islàmic, basades en un acte sacramental anomenat "El Lucero de Caudete".

### Balls del Xiquet i festes de Nadal
En segon lloc, estan les festes dels Balls del Xiquet (Bailes del Niño), als dies de Nadal, en les quals parelles de cabdetans ballen danses a l'estil del País Valencià a la plaça del poble. Aquesta festa també és de gran antigor, se sap que la confraria del Dolç Nom de Jesús (l'encarregada d'organitzar aquests esdeveniments) ja organitzava festes en honor del Xiquet a començaments del segle xviii. Els "Bailes del Niño" estan en relació directa amb les danses de reis que trobem en distintes poblacions del sud valencià, com les danses de Tibi, les danses i ball del Virrei d'Ibi, les danses del Rei Moro d'Agost i els balls del Jesús i la Volteta de la Reina de Biar. Totes es fan en el període que va de Nadal a Reis i en totes apareix la figura del rei i la reina que fan de caps de dansa. A més a més, en els casos d'Ibi i Biar, s'hi feien en llaor al Dolç Nom de Jesús, igual que a Cabdet. El caire religiós era l'excusa per a poder fer balls públics en una època, la segona meitat del segle xviii, plena de prohibicions. Pel que pertoca a Cabdet, hi ha publicat un llibre: La Venerable Cofradía del Dulcísimo Nombre de Jesús de Juan Carlos Andrés i Francisco J. Domènech.
Hi ha un grup de danses (Bailes del Niño), que pren interès a recuperar bona part d'aquest patrimoni cultural, però no comptant sinó amb un escàs suport, ni oficial ni particular, prou fa amb el seu afany volunter.
A banda d'aquesta festa, però també dins de l'època de Nadal, hi ha la representació tradicional dels pastorets (Los pastores en Belén), escenificació teatral en què s'entrellacen escenes cantades amb acompanyament instrumental i d'altres de declamades. Funció sempre concorreguda, que agrada molt tant a la gent menuda com als majors. El text, en castellà, és de l'escriptor suecà Josep Bernat i Baldoví.

### Mare de Déu del Carme
A l'estiu, el diumenge següent al 16 de juliol, Cabdet celebra la festa de la Mare de Déu del Carme. Consta d'una processó amb la imatge de la Mare de Déu del Carme i del cant de la pregària de "la Carxofa" (El Escarcil), en la qual un xiquet vestit d'àngel canta un himne a la Mare de Déu quan aquesta arriba a plaça del Carme. Aquest cant és idèntic al de nombroses viles de l'Horta de València (Silla, Picassent, Alaquàs, etc.). Les festes del Carme a Cabdet van ser introduïdes pels Pares Carmelites que van arribar al convent de la Vila al segle xvi.

### Sant Antoni Abat i Sant Blai
A gener i febrer estan les festes populars de Sant Antoni Abat i Sant Blai. Aquestes festes es caracteritzen per llurs fogueres, pels jocs populars que es realitzen i processons amb el sant respectiu (naturalment, en la de Sant Antoni Abat, amb gran afluència i gresca d'animals, portats en desfilada i passant-los a rebre la benedicció). Són les festes del Barri de Sant Francesc (la de Sant Antoni) i la del Barri de la Vila (la de Sant Blai). També la de Santa Anna, al davant de la seua església en la festivitat del mes de juliol.

### Setmana Santa
La celebració de la Passió de Crist en Cabdet no té gaires anys de tradició. El seu origen es remunta a la fi del segle xix amb la processó dels Passos, i darrerament aquesta celebració ha pres força a la manera d'altres d'arreu. Entre les processons que s'hi celebren, hi ha el Trasllat de Dimecres Sant, la del Silenci del Dijous Sant, els Passos i especialment la processó del Sant Enterrament de Divendres Sant.
Se celebren les Pasqües de Resurrecció i a la setmana següent les de Sant Vicent.

## Agermanaments
Des de l'any 1988, la Vila de Cabdet està agermanada amb Marseillan, Marselhan (França) i darrerament amb Valverde de Júcar i Paracuellos de la Vega (província de Conca, Espanya).